# Rio Cornic
O Rio Cornic é um rio da Romênia, afluente do Mureş, localizado no distrito de Arad.